# Raffinerie d'El Palito
La raffinerie d'El Palito est un complexe de raffinage d'hydrocarbures situé dans la municipalité de Puerto Cabello à proximité de la localité d'El Palito dans l'État de Carabobo au Venezuela. Contrôlé par la société pétrolière PDVSA, elle possède une capacité de raffinage de 140 000 barils par jour, faisant d'elle la quatrième raffinerie du pays après les raffineries de Paraguaná (940 000 barils), de Puerto La Cruz (200 000 barils) et de José (180 000 barils).

## Historique
La construction du complexe débute en 1954. Les opérations de raffinage commencent le 23 juin 1960 avec une capacité de raffinage de 55 000 barils par jour. Celle-ci s'élève à 140 000 barils par jour en 2013. La capacité de la raffinerie devrait atteindre 280 000 barils par jour en 2017.
En mai 2022, un contrat de 110 millions d'euros est signé pour la remise en état de El Palito avec une entreprise d'État iranienne : la National Iranian Oil Refining and Distribution Company, NIORDC.
La production de carburant atteint 100 000 b/j en octobre 2022,.
La production de carburant atteint la capacité maximale de El Palito soit 140 000 b/j en juin 2023,.
En juin 2023, l'avancement de la réparation de El Palito est estimé à 70% par le PDG de la National Iranian Oil Engineering and Construction Company, NIOEC, filiale de la NIORDC.
En juillet 2024, des catalyseurs importés d'Iran sont utilisés à dans l'unité de craquage de El Palito selon le PDG de la National Iranian Oil Refining and Distribution Company, NIORDC.